# Боремець
Боре́мець — село в Україні, у Ярославицькій сільській громаді Дубенського району Рівненської області. Населення становить 276 осіб (дані станом на 2018 рік).

## Географія
Село розташоване на правому березі річки Стир.

## Історія
Назва села, ймовірно, походить від слова бір — на околицях поселення зростають соснові бори., а закінчення — «ець» вживалося у випадку, коли великі території стають малими.
Боремець, с. Дубенський пов., над р. Стиром, Ярославецька вол., 38 км від Дубна. Село Боремець, під назвою Буремця, Луцького пов., належало до маєтків жидичинського монастиря.
Історична згадка про Боремець є в описі луцького замку, де була городня жидичинського архимандрита (Пам'ятники від 2, ст. 108). В 1545 р. архимандрит був зобов'язаний до утримання одної городні на луцькому замку.
В 1570 р. згадується з огляду на список маєтків жидичинського монастиря (Архів ч. 1, т. І, ст. 19-28). В 1580 і 1619 рр. знаходимо згадку в справі відібрання маєтків від єпископа Іони Красенського, який марно розпускав монастирський маєток (Архів ч. 6, т. І, ст. 400, у списі акт. книг. Київ. Центр. Архіву № 2037). У 1580  князь Констянтин Острозький вчинив захоплення села Боремець за наказом короля Стефана Баторія. Відібране було віддане в управління Феофану Греку, єпископу Меглинському. Ще один напад на Боремець відбувся 26 квітня 1619 р. за участю слуг князя Самійла Корецького. 
В кінці 19 ст. у селі було 62 дворів, 488 і 580 жителів. Церква Покровська з 1793 р., кам'яна, збудована архимандритом жидачинським, Флоріяном Корсаком, був водяний млин. Найбільшими землевласниками були Надія та Віра Павлівни Палецькі.
У 1906 році містечко Боремельської волості Дубенського повіту Волинської губернії. Відстань від повітового міста 44 верст. Дворів 137, мешканців 758.
7 (20) листопада 1917 року, відповідно до Третього Універсалу Української Центральної Ради, увійшло до складу Української Народної Республіки.
Сучасне село Боремець знаходитсься в підпорядкуванні Ярославицької сільської ради, є школа І-ІІ ст., клуб, фельшерсько-акушерський пункт. На периторії села діє приватне підприємство Агро-Експрес-Сервіс. Населення становить 276 осіб. Престольний празник — на Покрову. Історію села Боремець зібрав і упорядкував А. Схаб Луцьк 2013 рік.
12 червня 2020 року, відповідно до розпорядження Кабінету Міністрів України № 722-р від «Про визначення адміністративних центрів та затвердження територій територіальних громад Рівненської області», увійшло до складу Ярославицької сільської громади.
19 липня 2020 року, в результаті адміністративно-територіальної реформи та ліквідації Млинівського району, село увійшло до складу Дубенського району.

## Населення

### Мова
Розподіл населення за рідною мовою за даними перепису 2001 року:
| Мова       | Кількість | Відсоток |
| ---------- | --------- | -------- |
| українська | 348       | 98.86%   |
| російська  | 4         | 1.14%    |
| Усього     | 352       | 100%     |